# Anecdotes contemporaines et nouveaux propos
Anecdotes contemporaines et nouveaux propos ou Shishuo xinyu (chinois 世說新語) est un recueil d’anecdotes et de conversations compilés vers 430 par Liu Yiqing.
Il est possible que Liu Yiqing ne soit pas le véritable auteur de cette compilation, mais qu'elle ait été réalisée par d'autres sous son patronage.
Le Shishuo xinyu compte plus de mille anecdotes, classées en trente-six chapitres. Les personnages historiques, appartenant à une aristocratie disparue, ont fasciné les lettrés des générations postérieures.
On y trouve de nombreux personnages anticonformistes (風流), s'adonnant à ce qu'on a appelé les « conversations pures » (清談, qingtan), propos se caractérisant par leur spontanéité, sans viser à une quelconque utilité. Y figure notamment une anecdote fameuse sur Liu Ling (en) (221-300), l'un des Sept Sages de la forêt de bambou, qui avait pour habitude de se promener nu chez lui. La période troublée qui était celle de la Chine à l'époque explique que les lettrés aient préféré se mettre en retrait des affaires publiques, se tournant vers le taoïsme (c'est le mouvement appelé néotaoïsme) ou le bouddhisme plutôt que le confucianisme, et se soient adonnés à ces « conversations pures ». 